# Chung Mong-hong
Chung Mong-hong (chinois : 鍾孟宏 — pinyin : Zhōng Mèng-Hóng) est un réalisateur taïwanais, né en 1965 à Pingtung. Il a été primé à plusieurs reprises au Festival du Cheval d'or de Taipei (meilleur réalisateur en 2010 et en 2019, meilleur long métrage de fiction en 2019).

## Biographie
Chung Mong-hong naît en 1965 à Jiadong, dans le Comté de Pingtung, à Taïwan, dans une famille d’agriculteurs. Il découvre les films de Nagisa Ōshima ainsi que les œuvres de la Nouvelle vague taïwanaise des années 1980 pendant ses années d'études au lycée. Il commence à s’intéresser à la photographie alors qu’il étudie dans le département d’informatique de l’Université Nationale Chiao Tung de Taïwan. Une fois diplômé, il décide de changer d’orientation et s’inscrit à l'école de l'Institut d'art de Chicago pour se former à la réalisation de films.
De retour à Taïwan, il devient l'un des réalisateurs de publicités les plus demandés de son pays. En 2003, il fonde sa propre maison de production, la Cream Film Production, avec laquelle il réalise un premier film, le documentaire Médecin, qui est récompensé du prix du meilleur documentaire au Festival du film de Taipei en 2006.
En 2008, il crée son premier film de fiction, Parking, avec dans les rôles principaux certains des acteurs les plus connus de son pays. Le film reçoit le prix FIPRESCI au 45e Festival du Cheval d'or de Taipei la même année et est présenté au Festival de Cannes 2008 dans la section Un certain regard. En 2010, Le Quatrième Portrait, son deuxième long métrage de fiction, lui vaut de recevoir le prix du meilleur réalisateur au 47e Festival du Cheval d'or. En 2013, Soul, son troisième film de fiction, sort sur les écrans avant de concourir pour l'Oscar du meilleur film étranger à la 86e cérémonie des Oscars. En 2016, son quatrième long métrage de fiction, Godspeed, sort en salle après avoir été nommé dans huit catégories au 53e Festival du Cheval d'or de Taipei. En 2019, son cinquième film, A Sun, est récompensé du prix du meilleur long métrage de fiction et vaut à Chung Mong-hong de recevoir le prix de la meilleure réalisation au 56e Festival du Cheval d’or à Taipei.

## Œuvre
Le premier long métrage de fiction de Chung Mong-hong, Parking, raconte l'étrange histoire d'un jeune homme empêché de rentrer chez lui à cause de voitures garées en double-file qui bloquent successivement la sienne pendant toute une nuit. S'ensuit une série d'aventures toutes plus étranges les unes que les autres et qui donnent au film une atmosphère onirique alors que le héros cherche à retrouver les propriétaires des véhicules.
Son deuxième film, Le Quatrième Portrait, met en scène l'expérience d'un garçon d'une dizaine d'années qui vient de perdre son père. Confié par les services sociaux à une mère prostituée remariée à un autre homme, il entre dans un monde de misère et de violence que son regard d'enfant solitaire et triste réenchante.
Dans son troisième film, Soul, sorti en 2013, Chung Mong-hong plonge le spectateur dans un univers de folie en suivant le parcours meurtrier d'un jeune homme qui se prétend possédé par une âme errante.
Le quatrième long métrage de fiction de Chung, Godspeed, met en scène les péripéties d'un convoyeur de drogue chargé de transporter de l'héroïne du nord au sud de Taiwan ainsi que du conducteur du taxi dans lequel il voyage. Mêlant un humour décalé à une violence extrême, le film offre une réflexion sur l'absurdité de l'existence.
Le cinquième film de Chung, A Sun, raconte l’histoire d’A-Ho, un jeune délinquant, et de sa famille. Émotionnellement chargé, le film s’écarte des réalisations précédentes de Chung par sa dimension dramatique, tout en restant inscrit dans le style cinématographique élaboré par son auteur lors des années précédentes, avec notamment une « photographie riche et vibrante ».
Avec ces cinq premières œuvres de fiction, Chung Mong-hong s'est imposé aux yeux de certains critiques et spécialistes de cinéma comme l'un des réalisateurs taïwanais les plus talentueux de sa génération.

## Filmographie

### En tant que réalisateur

#### Longs métrages
- 2006 : Médecin (醫生, Yīshēng) documentaire
- 2008 : Parking (停車, Tíngchē)
- 2010 : Le Quatrième Portrait (第四張畫, Dì sì zhāng huà)
- 2013 : Soul (失魂, Shī hún)
- 2016 : Godspeed (一路順風, Yī Lù Shùn Fēng)
- 2019 : A Sun (陽光普照, Yáng guāng pǔ zhào)
- 2021 : The Falls

#### Courts métrages
- 1994 : Exil (逃亡) documentaire
- 1994 : Fantôme (驅魔) documentaire
- 1995 : Fête (慶典) documentaire
- 2011 : Réverbération (迴音), dans le film à sketches 10+10

### En tant que producteur
- 2017 : The Great Buddha + (大佛普拉斯, Dà fó pǔ lā sī) de Huang Hsin-yao (黃信堯)
- 2018 : Xiao Mei (小美, Xiǎo Měi) de Maren Hwang (黃榮昇)
- 2020 : Classmate Minus (同學麥娜絲, Tóng xué Mài Nà sī) de Huang Hsin-yao (黃信堯)
- 2020 : A Leg (腿, Tuǐ) de Chang Yaosheng (張耀升)

## Récompenses
- Meilleur documentaire au 8e Festival du film de Taipei pour Médecin.
- Prix FIPRESCI au 45e Festival du Cheval d’or de Taipei pour Parking.
- Meilleur réalisateur au 47e Festival du Cheval d’or de Taipei pour Le Quatrième Portrait.
- Meilleur directeur de la photographie à la 54e cérémonie des Golden Horse Film Festival and Awards de Taipei pour The Great Buddha + de Huang Hsin-yao.
- Meilleur directeur de la photographie au 20e Festival du film de Taipei pour Xiao Mei de Maren Hwang.
- 56e cérémonie des Golden Horse Awards : meilleur film, meilleur réalisateur et prix du public pour A Sun[11],[12]